# MKエアラインズ1602便墜落事故
MKエアラインズ1602便墜落事故は、2004年10月14日にカナダのハリファックスで発生した航空事故である。
ブラッドレー国際空港からサラゴサ空港へ向かっていたMKエアラインズ1602便（ボーイング747-244B/SF）が経由地のハリファックス・ロバート・L・スタンフィールド国際空港からの離陸時に墜落した。乗員7人全員が死亡した。

## 飛行の詳細

### 事故機
事故機のボーイング747-244BCは1980年に製造され、同年11月6日に南アフリカ航空へZS-SARとして納入された。その後貨物機へ改修され、1992年にガルーダ・インドネシア航空へリースされた。ZS-SARは2000年3月にMKエアラインズへ売却され9G-MKJとなった。総飛行時間は80,619時間で、16,368サイクルを経験していた。

### 乗員
乗員は機長と航空機関士が2人ずつに加え、副操縦士とロードマスター、地上エンジニアが1人ずつの計7人で構成されていた。
機長の総飛行時間は23,200時間で、ボーイング747の機長としては4,000時間の経験があった。MKエアラインズには1990年の設立以来勤務しており、当初はダグラス DC-8の操縦を担当していた。1999年にボーイング747の飛行訓練を終え、機長として乗務していた。
副操縦士の総飛行時間は8,537時間であった。副操縦士は1601便と1602便で運航乗員として乗務していた。
航空機関士の総飛行時間は2,000時間であった。

## 事故の経緯

### 1601便としての飛行
事故機は1601便としてルクセンブルクからブラッドレー空港へ向かう予定だった。UTC10時00分に離陸予定だったが、機材の到着が遅れたため離陸時刻も遅れた。また、貨物パレットの清掃のために離陸はさらに遅れ、最終的にルクセンブルクを離陸したのは15時56分だった。1601便は23時22分にブラッドレー空港へ着陸した。ブラッドレー空港で機長と航空機関士が交代要員のパイロットと操縦を交代した。

### 事故
1602便はUTC4時03分にブラッドレー空港を離陸した。機体にはトラクターが積載されており、5時12分にハリファックス・ロバート・L・スタンフィールド国際空港へ着陸した。ハリファックスでは53tのロブスターと魚、8.9tの燃料が積載された。また、貨物の積載中、乗員2人がデッキの座席で寝ているのが目撃された。
6時53分、1602便は滑走路24からの離陸を開始した。5,500フィート (1,700 m)地点で速度が130ノット (240 km/h)に達し、パイロットは操縦桿を引いた。しかし機体は離陸せず、9度の機首上げ状態のまま滑走を続けた。このため、パイロットはさらに操縦桿を引いた。また、これによりテールストライクが発生した。最終的に機体は滑走路端を152ノット (282 km/h)、11.9度の機首上げ姿勢で通過した。1602便は滑走路を670フィート (200 m)オーバーランし、ローカライザーアンテナに衝突しながらようやく浮揚した。衝突により垂直尾翼と水平尾翼が脱落し、機体は滑走路から1,200フィート (370 m)地点に墜落した。

### 救助活動
ハリファックスの消防隊60-80人に加えて20台の消防車が現場で救助活動を行った。墜落により生じた火災は3時間後に鎮火された。

## 事故調査
カナダ運輸安全委員会（TSB）が事故調査を行った。

### 残骸の分析
滑走路や残骸の調査から、機体はテールストライクを2度起こしていたことが判明した。また、ローカライザーアンテナとの衝突により機体から垂直尾翼と水平尾翼が脱落していたことも明らかとなった。機体はその後、送電線と電話線を切断し、森林地帯に墜落した。
事故現場からフライトデータレコーダー（FDR）とコックピットボイスレコーダー（CVR）が回収された。CVRは激しい火災によりテープが破損しており修理不能の状態だった。FDRのテープも2箇所が破損していたが、大部分のデータの取り出しには成功した。

### 重心と重量
事故機には貨物とは別に機体修理用の道具と、乗員のための食事が積まれていた。重量計算ではこの2つと乗員の体重の計1,120kgを含めなければならなかったが、いずれの計算にもこの値は含まれていなかった。
ハリファックスからの離陸時、パイロットは機体の離陸重量を350,698kgと計算していたが、TSBの事故後の計算によれば実際の重量は353,800kgだった。
さらに、パイロットはハリファックスからの離陸時の出力計算にブラッドレー空港での重量値を使用した。ブラッドレー空港での重量はおよそ240,000kgで、ハリファックスでの重量よりもはるかに軽い値だった。そのため、計算された出力と離陸速度は実際よりも低い値となった。

### 事故原因
TSBは最終報告書で、パイロットが離陸速度を誤算したため機体は安全に離陸できなかったと述べた。また、標準的な操作手順に従わなかったため間違いに気付くことはなかった。加えて、パイロットは長時間の勤務により疲労していたことも原因とされた。疲労のため、パイロットは離陸時に状況認識を失い、離陸中止が可能な状態を越えるまで過ちに気付かなかった。
MKエアラインズはこの事故報告書に対して異議を唱えた。